# Принятие ислама Волжской Булгарией
Принятие ислама Волжской Булгарией — событие, произошедшее в конце первого тысячелетия нашей эры, под которым в современной исторической науке подразумевается введение в Волжской Булгарии ислама как государственной религии, осуществлённое эльтебером (князем) Алмушом (X век). Источники[какие?] дают противоречивые указания на точное время принятия новой религии. Традиционно, вслед за летописной хронологией[какой?], событие принято относить[обтекаемое выражение] к 922 году и считать[кем?] условным началом истории ислама Волго-Камско-Бельского региона.

## Предыстория

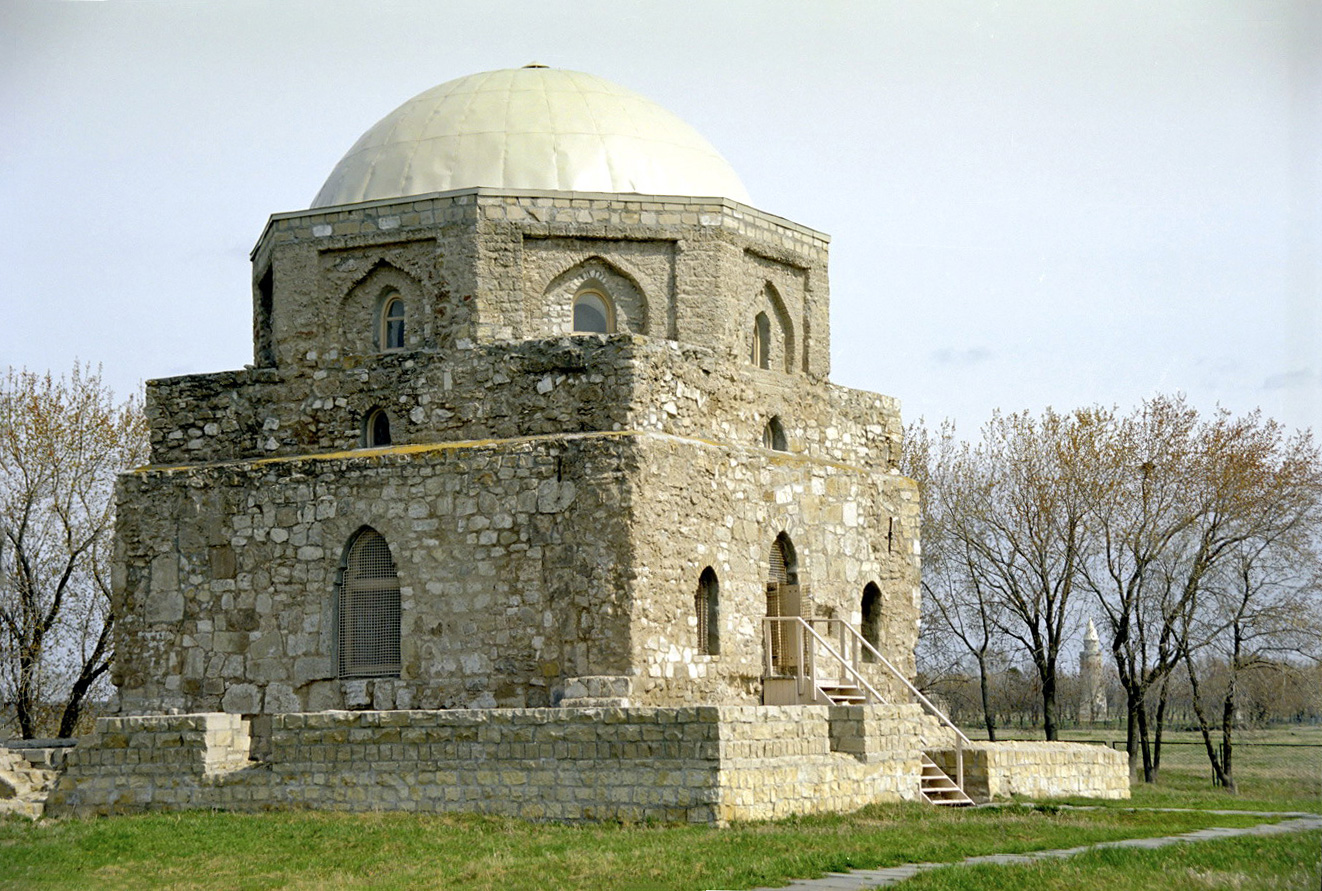
Булгар. Чёрная палата

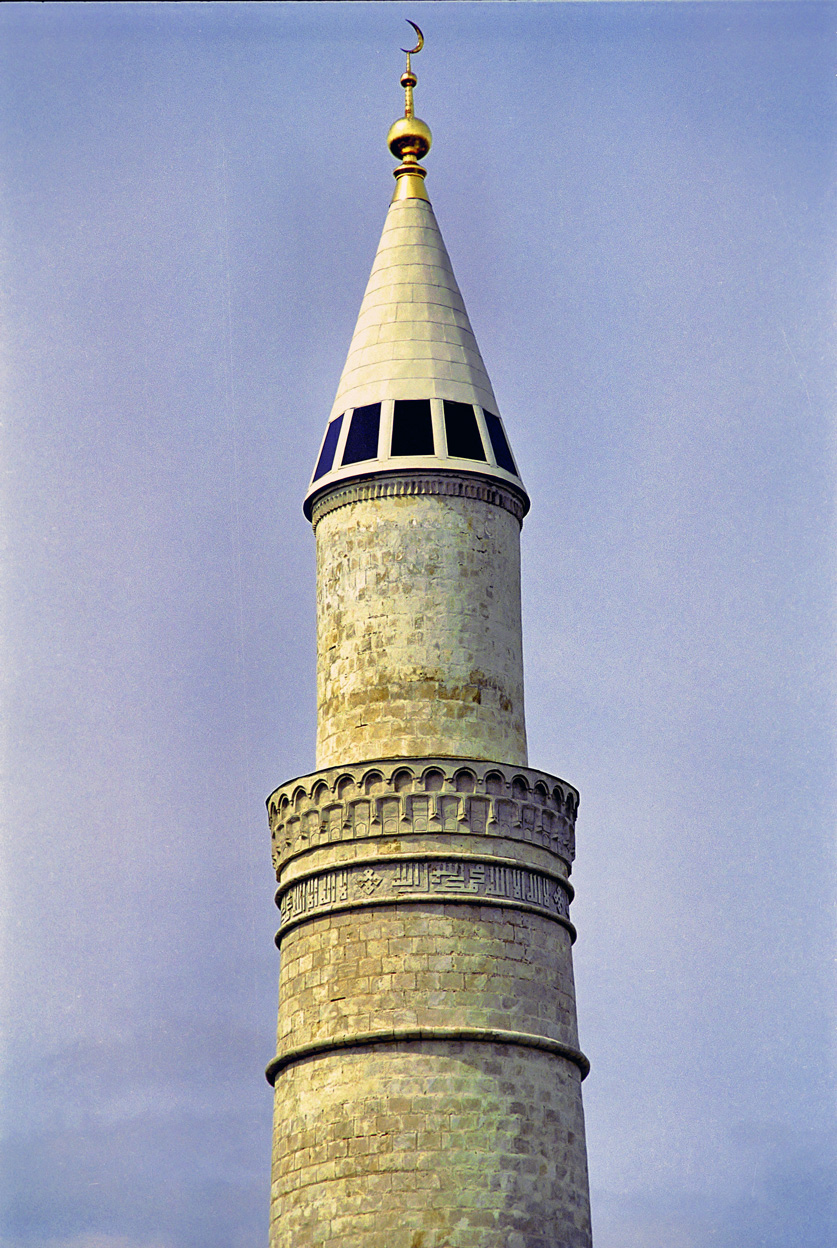
Булгар. Большой минарет

Булгар. Ханская усыпальница и малый минарет

В 919 году правитель Волжской Булгарии отправил посольство к багдадскому халифу Аль-Муктадир Биллах с предложением выделить ему 4 тыс. динаров, прислать духовенство для перехода страны в ислам и мастеров-строителей для возведения каменной крепости. В 921 году в Багдад прибыло булгарское посольство с просьбой выделить ему 4 тыс. динаров, прислать мастеров-строителей для возведения каменной крепости. В Волжскую Булгарию в 922 году посетил с ответным посольством Ибн Фадлан но без денег и строителей, оставивший ценные записки о Поволжье. В 922 году хан Алмуш объявляет ислам в качестве государственной религии Волжской Булгарии.

## Оценки в историографии
Принятие ислама в Волжской Булгарии определило направление её цивилизационных контактов со странами Востока. Ислам оказал значительное влияние на духовную культуру булгарского общества, оттеснив языческие культы в область суеверий.
Однако,по словам монаха Юлиана,прибывшего из Венгрии  в Волжскую Булгарию там были все язычниками. Но вместе с тем, скорее всего, были там и христиане, и мусульмане.
Хотя, еще в 619г. Булгары -оногуры Кубрата и Орханы приняли христианство,учредив Оногурскую епархию.

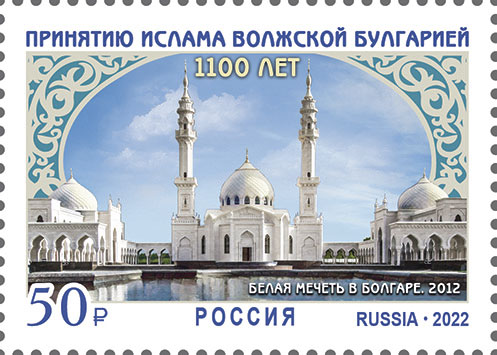
Почтовая марка. 1100 лет принятию ислама Волжской Булгарией

Так-"В «Бревиарии» Константинопольского патриарха Никифора I Исповедника (ок. 760—828) — в записях за 619 год — фигурирует дядя Кувара (предполагаемого Кубрата) — «государь гуннского народа» Органа, который вместе со своими старейшинами и оруженосцами прибыл в Константинополь с просьбой к императору Ираклию I об обращении в христианство. Император охотно принял «гуннов» (болгар), окрестив всех «в Божественной купели»: византийские (ромейские) архонты стали восприемниками болгарских («гуннских») старейшин, а супруги архонтов — их жён. Помимо этого, представители «гуннской» (болгарской) знати были одарены императорскими дарами и наделены почётными званиями. Самого же «государя гуннского народа» император удостоил титула патрикия и «благосклонно отпустил в гуннскую страну»[5]." Сам Куврат был удостоен сана Патриция, которым удостаивали только христиан. После чего была учреждена Оногурская Епархия. В захоронении Куврата ,в Перещепино обнаружены были христианские артефакты.
21 декабря 2017 года в Запорожье по просьбе православной татарской общины была отслужена лития , где молились об упокоении с упоминанием хана Кубрата и его сына хана Аспаруха.